# Mamontovskij rajon
Il Mamontovskij rajon (in russo Мамонтовский район?) è un rajon del kraj dell'Altaj, nella Russia asiatica.